# Bahía Cumberland Oeste
Bahía Cumberland Oeste o Bahía Grande (según la toponimia argentina) es una bahía que forma el brazo occidental de la gran Bahía Cumberland, en costa nordeste de la isla San Pedro del archipiélago de las islas Georgias del Sur. Se ingresa el sur de Punta Larsen, donde es de 4 km (2,5 millas) de ancho, y se extiende 11 km (7 millas) en dirección suroeste.

## Historia
Esta bahía fue examinada por la Expedición Antártica Sueca, 1901-1904, que la nombró "Bahía Oeste".
Luego de la fundación de Grytviken el 24 de diciembre de 1904 por parte de la Compañía Argentina de Pesca, como base para sus operaciones balleneras y que comenzaba a ser poblada por argentinos y noruegos, llega el buque ARA Guardia Nacional el 1 de febrero de 1905 transportando 1000 toneladas de carga general y carbón destinadas a la Compañía Argentina de Pesca. En el curso de esa misión, el Guardia Nacional, al mando del Teniente de Navío Alfredo Lamas, levantó la carta náutica de la bahía Cumberland y auxilió en la construcción de la factoría. Para realizar el cuarterón de la bahía cooperó con la nave "Fortuna" de la compañía (homenajeada en otra bahía), cedida por el gerente de la misma, Carl Anton Larsen. El mapa trazado en la ocasión nombra al saco norte de la bahía como Grande (dicho nombre continúa oficial en la toponimia argentina). El buque zarpó de regreso a Buenos Aires el 30 de junio.
Se reasigna durante 1926 y 1929 por el personal del RRS Discovery y los británicos la rebautizaron como "Bahía Cumberland Oeste". La forma abreviada Bahía Oeste fue utilizado simultáneamente. A raíz de la Encuesta de las Georgias del Sur, 1951-1952, el Comité de Lugares Geográficos Reino Unido en la Antártida propuso que el nombre se modifique para Bahía Cumberland Oeste y que todos los demás nombres sean rechazados (hablando de la toponimia británica). Este cambio reunió información sobre el conjunto de la bahía de Cumberland juntos en los índices.